# Waynflete Professorship
As Waynflete Professorships são quatro afiliações professoriais (cátedras) da Universidade de Oxford dotadas pelo Magdalen College e nomeadas em homenagem ao fundador do colégio William Waynflete, que tinha um grande interesse em ciências. Estas professorships são cátedras estatutárias da Universidade, ou seja, são cátedras estabelecidas no regulamento da universidade, e que são por aquelas regulamentações anexas ao Magdalen College em particular. A mais antiga cátedra é a Waynflete Professor of Metaphysical Philosophy. As três cátedras de ciências foram criadas seguindo a recomendação da Comissão da Universidade em 1857, em reconhecimento ao apoio vitalício de William Waynflete às ciências. As cátedras são a Waynflete Professor of Chemistry, a Waynflete Professor of Physiology e a Waynflete Professor of Pure Mathematics.

## Professores Waynflete de Filosofia Metafísica
Esta cátedra é uma das cinco afiliações professoriais de filosofia na Universidade de Oxford, as outros quatro sendo a Wykeham Professorship em Lógica, a White's Professor of Moral Philosophy, a Wilde Professor of Mental Philosophy e uma professorship sem título em Filosofia Antiga.
Atualmente incompleta
- 1859–1867 Henry Longueville Mansel
- 1867–1889 Henry William Chandler
- 1889–1910 Thomas Case
- 1910–1936 John Alexander Smith
- 1936–1941 R. G. Collingwood
- 1945–1967 Gilbert Ryle
- 1968–1987 Peter Frederick Strawson
- 1989–2000 Christopher Peacocke
- 2003–2006 Dorothy Edgington
- 2006–2015 John Hawthorne
- 2016– Ofra Magidor

## Professores Waynflete de Química
Os quatro chefes do Dyson Perrins Laboratory foram quatro professores de química Waynflete consecutivos, desde sua fundação em 1916 como o centro de pesquisa da universidade para química orgânica até sua realocação em 2003.
- 1865–1872 Benjamin Collins Brodie
- 1872–1912 William Odling
- 1912–1930 William Henry Perkin, Jr., primeiro chefe do Dyson Perrins Laboratory;
- 1930–1954 Robert Robinson
- 1954–1978 Ewart Jones
- 1978–2005 Jack Baldwin, último chefe do Dyson Perrins Laboratory
- 2006– Stephen Graham Davies

## Professores Waynflete de Fisiologia
- 1882–1905 John Scott Burdon-Sanderson
- 1905–1913 Francis Gotch
- 1913–1935 Charles Scott Sherrington
- 1936–1939 John Mellanby
- 1940–1960 Edward George Tandy Liddell
- 1960–1967 George Lindor Brown
- 1968–1979 David Whitteridge
- 1979–2007 Colin Blakemore
- 2007– Gero Miesenböck

## Professores Waynflete de Matemática Pura
- 1892–1921 Edwin Bailey Elliott
- 1922–1945 Arthur Lee Dixon
- 1947–1960 John Henry Constantine Whitehead[1]
- 1960–1984 Graham Higman
- 1984–2006 Daniel Quillen
- 2007–2013 Raphaël Rouquier
- 2013– Ben Green[2]